# 六軒站 (岐阜縣)
六軒站（日语：／ Rokken eki */?）是位於岐阜縣各務原市蘇原六軒町四丁目，名古屋鐵道（名鐵）的各務原線車站。車站編號為KG07。

## 歷史
車站的名稱是由來附近有六間民居而得名。
- 1926年（大正15年）1月21日 - 各務原鐵道安良田站（位於名鐵岐阜站至田神站之間的車站，現已廢止）至補給部前站（現時為三柿野站）開通，此站啟用，當時車站名為六軒站（日语：／）[1]。
- 1935年（昭和10年）
  - 3月28日 - 各務原鐵道合併至名岐鐵道，成為名岐鐵道車站。
  - 8月1日 - 公司改名為名古屋鐵道，成為名古屋鐵道車站。
- 1937年（昭和12年）10月1日以前 - 車站改名為飛行團前站（日语：／）[1]。
- 1938年（昭和13年）12月1日 - 車站改名為六軒站（日语：／）[2]。
- 1945年（昭和20年）6月22日 - 各務原空襲（日语：各務原空襲）事件使車站大樓燒毀[3]。
- 1983年（昭和58年）10月14日 - 現時的車站大樓落成[4]
- 2007年（平成19年）
  - 2月27日 - 引入車站集中管理系統。成為無人車站[2]。
  - 3月14日 - 車站可以使用交通儲值卡「Trans Pass（日语：トランパス (交通プリペイドカード)）」。
- 2011年（平成23年）2月11日 - 車站可以使用「manaca」IC卡。
- 2012年（平成24年）2月29日 - 車站不可使用交通儲值卡「Trans Pass」。

## 車站構造

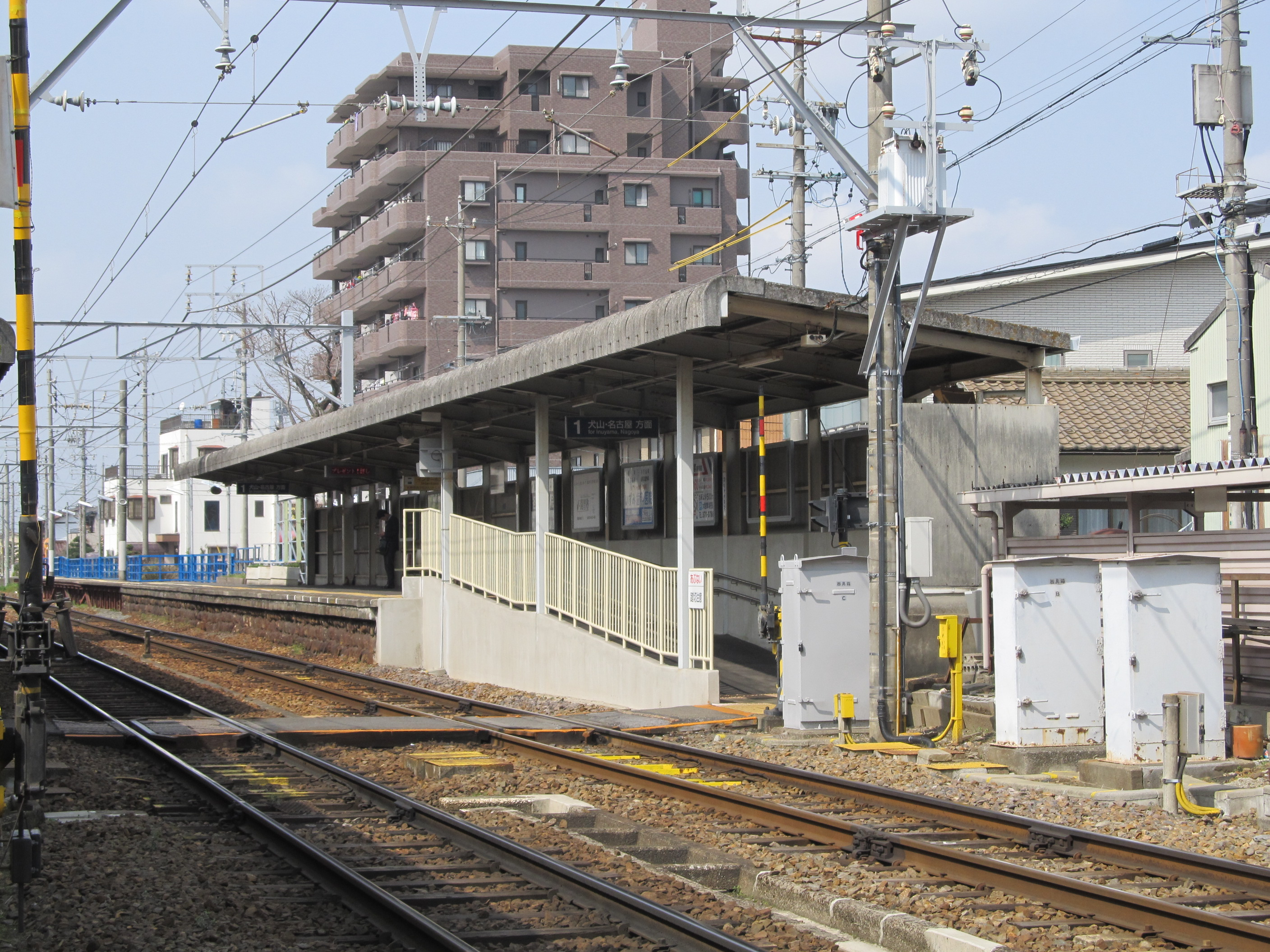
犬山方向月台與站內平交道

車站為一座地面車站，設有2面2線的相對式月台，可容納6卡車廂。為引人了車站集中管理系統的無人車站（由名鐵岐阜站管理）。車站大樓內的櫃臺使用了木板圍封。兩月台的東邊（近三柿野站一方）設有站內平交道。另外在車站南邊月台（名鐵岐阜站方向）設有1處閘口。在閘口內設有男女廁所。在南邊月台的閘口外設有飲料自動販賣機。在閘口外設有由名鐵協商經營的2層高六軒停泊場，第1層為電單車和單車，第2層為單車專用。在越過平交道後西邊設有月租專用停泊單車場，東邊設有停車場，設有8個車位。
| 月台 | 路線     | 上下行 | 方向         |
| ---- | -------- | ------ | ------------ |
| 1    | 各務原線 | 下行   | 犬山方向     |
| 2    | 各務原線 | 上行   | 名鐵岐阜方向 |

### 配線圖
| ← 新那加、 岐阜方向 | 六軒站 站內配線略圖 | → 三柿野、 名古屋方向 |
| 图例 参考文献：     |                     |                       |

## 使用狀況
- 在中提及在2013年度，當時1日平均上下車人次為2,553人，在名鐵所有車站（275站）排名第165，各務原線（18站）中排名第7[7]。
- 在中提及在1992年度，當時1日平均上下車人次為3,455人，除岐阜市內線均一車費區間內各站（岐阜市內線、田神線、美濃町線徹明町站至琴塚站之間）外名鐵所有車站（342站）中排名第127，各務原線（18站）中排名第7[8]。
- 在各務原市統計資料中，2011年度的1日平均乘車人次為1,218人。

## 車站周邊
車站附近設有岐阜基地，在毎年航空祭舉行時車站會很熱鬧。
- 超級市場valor（日语：バロー (チェーンストア)）各務原中央店
- 航空自衛隊岐阜基地
- 日本一軟件總部

## 相鄰車站
名古屋鐵道
  各務原線
□快速急行、■急行、■普通
各務原市役所前（KG08）－六軒（KG07）－三柿野（KG06）

## 外部連結
- 六軒 - 名古屋鐵道